# Paraplatytropesa tropicalis
Paraplatytropesa tropicalis är en tvåvingeart som beskrevs av Donald Henry Colless 1998. Paraplatytropesa tropicalis ingår i släktet Paraplatytropesa och familjen spyflugor. Inga underarter finns listade i Catalogue of Life.